# 猜領袖
猜領袖是一種簡單易明，又不用道具的集體遊戲。

## 玩法
遊戲參予者先圍成一個大圈，並選一人為「鬼」，另在其他成員選一人為「領袖」，「鬼」不得知道誰是「領袖」。之後，「鬼」站在大圈中央，「領袖」做一些簡單而重複的動作，如拍鼓掌、伸臂或彈指，其他成員跟隨「領袖」的所有動作。「鬼」得猜誰為「領袖」。
遊戲規則是只許「鬼」猜3次，若3次均猜錯便得接受懲罰，再猜誰是「領袖」。若果猜對了，則「領袖」得接受懲罰，並成為下一局「鬼」。